# Gileppe
La Gileppe est une rivière des Hautes Fagnes belges, affluent de la Vesdre faisant donc partie du bassin versant de la Meuse. Sa source se trouve dans la Fagne Gulpin à proximité de la Croix Mockel (aux environs de la Baraque Michel). La Gileppe, canalisée entre le barrage et sa confluence, se jette dans la Vesdre au hameau de Béthane au sud-est du village de Goé, après une vingtaine de kilomètres de cours.
Cette rivière est surtout connue pour la retenue d'eau créée par le barrage : le lac de la Gileppe. Le ruisseau de la Louba, issu des hauteurs de Jalhay, fournit également une part significative de l'approvisionnement du lac.
La Gileppe reçoit dans son cours inférieur la Borchêne en rive gauche.